# Série 75 SNCB
La série 75 est une série de locomotives Diesel de la SNCB. Initialement numérotées série 65 et utilisées comme locomotives de ligne jusqu’en 1982, elles sont ensuite devenues la série 75 et ont été utilisées comme locomotives de manœuvres lourdes.

## Histoire

### Genèse et construction
Après l'expérience acquise par l'industrie ferroviaire belge en matière de construction de locomotives autour des moteurs General Motors sur la série 55, la SNCB avait besoin de machines plus légères et commanda deux séries prototypes de six locomotives à quatre essieux moteurs : 
- la série 212, livrée en 1961 avec transmission diesel-électrique qui deviendra la série 62/63[1].
- la série 213, livrée en 1965, à transmission hydraulique, qui deviendra la série 65 puis 75[2].

Leur moteur était du même type que la série 55 mais avec 12 cylindres au lieu de 16. Leur caisse était quasiment identique et très proche de la Série 55 mais plus courte.
Bien que la transmission hydraulique ait fait preuve de sa fiabilité, le modèle à transmission diesel-électrique fit preuve de sa fiabilité et était moins cher à produire et à entretenir, il fut décidé de poursuivre sa construction avec la commande en plusieurs étapes de 130 exemplaires supplémentaires construits entre 1962 et 1966. 
En revanche, on ne commandera aucune locomotive supplémentaire de la série 213, qui deviendra la série 65 avec la mise en vigueur de la nouvelle numérotation en 1971.

### Transformations
À partir des années 1980, l’électrification du réseau progressant, les locomotives diesel se retrouvèrent en surnombre, et il fut décidé de retirer du service une partie de la flotte en commençant par les prototypes et petites séries afin d’homogénéiser la flotte et de réduire les frais de maintenance. La série 65 était cependant très fiable et même mieux performante que la série 62 sur certains types de services, elles furent déplacées vers la région d’Anvers afin de remplacer d’autres séries plus anciennes de locomotives de manœuvres à transmission hydraulique.
Ce faisant, elles furent renumérotées série 75, les désignant ainsi comme des locomotives de manœuvres. 

### Carrière et services effectués
Elles furent affectées au dépôt de Hasselt, dépôt qui reçut également en 1966 les locomotives de série 211, future série 64, également pourvues de la transmission hydraulique. On les voyait sur tous types de trains (marchandises ou voyageurs) dans la région de Hasselt.   
Elles furent mutées au dépôt d’Antwerpen-Dam, après leur transformation en série 75 en 1982 et furent dès lors utilisées pour la traction de lourds trains de marchandises entre Anvers-Nord et le port d'Anvers.
La 7501 fut retirée du service après une collision en 2000, les autres ont été achetées en 2001 simultanément avec les locomotives de Série 71, par des opérateurs italiens spécialisés dans la traction des trains de chantier et seraient toujours en service en 2018[réf. nécessaire].